# Olympische Sommerspiele 1964/Leichtathletik – Kugelstoßen (Frauen)

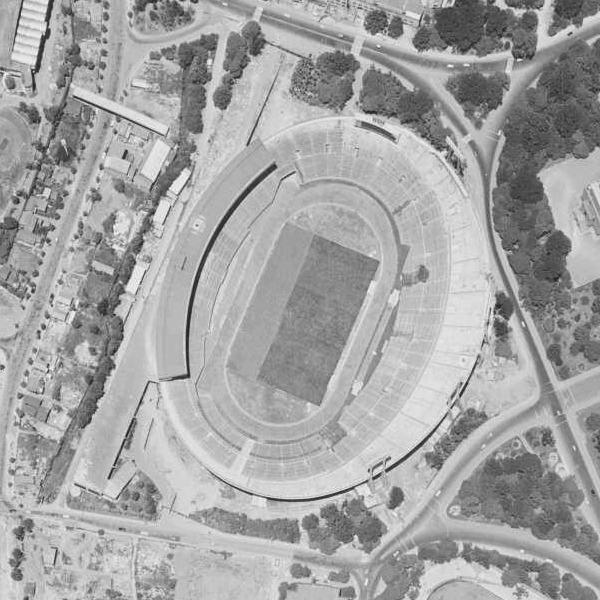
Luftaufnahme des Olympiastadions im Jahr 1963

Das Kugelstoßen der Frauen bei den Olympischen Spielen 1964 in Tokio wurde am 20. Oktober 1964 im Olympiastadion Tokio ausgetragen. Sechzehn Athletinnen nahmen teil.
Olympiasiegerin wurde die sowjetische Goldmedaillengewinnerin von 1960 Tamara Press. Sie gewann vor der Deutschen Renate Culmberger und Galina Sybina aus der Sowjetunion.
Während Athletinnen aus Österreich, der Schweiz und Liechtenstein nicht teilnahmen, gingen neben der Medaillengewinnerin zwei weitere Deutsche an den Start, die beide ebenso das Finale erreichten. Margitta Helmbold wurde Fünfte. Johanna Hübner, 1960 unter ihrem Geburtsnamen Lüttge Silbermedaillengewinnerin, erreichte Platz neun.

## Rekorde

### Bestehende Rekorde
| Weltrekord         | 18,55 m | Tamara Press ( Sowjetunion) | Leipzig, DDR (heute Deutschland)     | 10. Juni 1962      |
| Weltrekord         | 18,55 m | Tamara Press ( Sowjetunion) | Belgrad, Jugoslawien (heute Serbien) | 12. September 1962 |
| Olympischer Rekord | 17,32 m | Tamara Press ( Sowjetunion) | Finale OS Rom, Italien               | 2. September 1960  |

### Rekordverbesserung
Der bestehende olympische Rekord wurde dreimal verbessert:
- 17,51 m – Tamara Press (Sowjetunion), Finale am 20. Oktober, erster Versuch
- 17,72 m – Tamara Press (Sowjetunion), Finale am 20. Oktober, zweiter Versuch
- 18,14 m – Tamara Press (Sowjetunion), Finale am 20. Oktober, sechster Versuch

## Durchführung des Wettbewerbs
Sechzehn Athletinnen traten am 20. Oktober zu einer Qualifikationsrunde an. Jede Teilnehmerin hatte drei Versuche. Zwölf von ihnen – hellblau unterlegt – übertrafen die Qualifikationsweite von 15,00 m, womit die für das Finalfeld vorgesehene Mindestanzahl von zwölf Teilnehmerinnen erreicht war. Die qualifizierten Wettbewerberinnen bestritten das Finale am Nachmittag desselben Tages. Dort hatte jede Starterin zunächst drei Versuche. Den sechs besten Athletinnen standen anschließend drei weitere Stöße zu.

## Zeitplan
20. Oktober, 10:00 Uhr: Qualifikation

20. Oktober, 14:00 Uhr: Finale
Anmerkung: Alle Zeiten sind in Ortszeit Tokio (UTC + 9) angegeben.

## Legende
Kurze Übersicht zur Bedeutung der Symbolik – so üblicherweise auch in sonstigen Veröffentlichungen verwendet:
| – | verzichtet |
| x | ungültig   |

Bestweiten sind fett gedruckt.

## Qualifikation

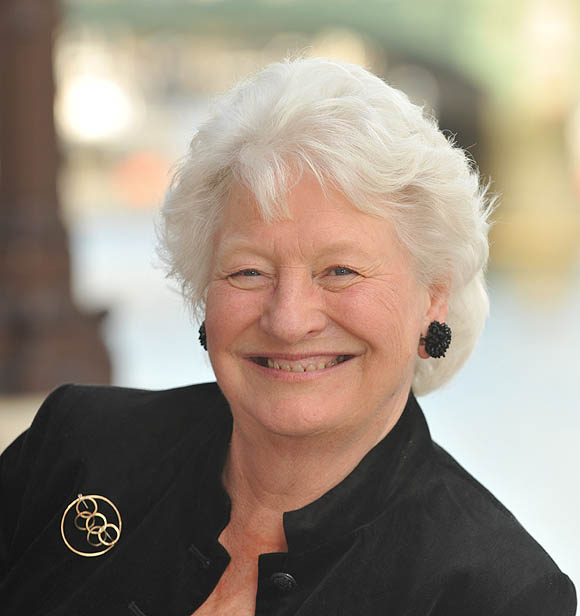
Mary Peters (hier im Jahr 2008) schied mit 14,46 m aus – 1972 wurde sie Olympiasiegerin im Fünfkampf

Datum: 20. Oktober 1964, 10:00 Uhr
Wetterbedingungen: regnerisch, ca. 13 °C, 86–90 % Luftfeuchtigkeit
| Platz | Name                        | Nation         | 1. Versuch | 2. Versuch | 3. Versuch | Weite   |
| ----- | --------------------------- | -------------- | ---------- | ---------- | ---------- | ------- |
| 1     | Tamara Press                | Sowjetunion    | 16,57 m    | –          | –          | 16,57 m |
| 2     | Valerie Young               | Neuseeland     | 16,40 m    | –          | –          | 16,40 m |
| 3     | Renate Culmberger           | Deutschland    | 16,32 m    | –          | –          | 16,32 m |
| 4     | Irina Press                 | Sowjetunion    | 15,67 m    | –          | –          | 15,67 m |
| 5     | Margitta Helmbold           | Deutschland    | 15,61 m    | –          | –          | 15,61 m |
| 6     | Judit Bognár                | Ungarn         | 14,44 m    | 15,52 m    | -          | 15,52 m |
| 7     | Earlene Brown               | USA            | 13,84 m    | 14,67 m    | 15,44 m    | 15,44 m |
| 8     | Johanna Hübner              | Deutschland    | 15,38 m    | –          | –          | 15,38 m |
| 9     | Ana Sălăgean                | Rumänien       | 15,31 m    | –          | –          | 15,31 m |
| 10    | Iwanka Christowa            | Bulgarien      | 15,24 m    | –          | –          | 15,24 m |
| 11    | Galina Sybina               | Sowjetunion    | 15,17 m    | –          | –          | 15,17 m |
| 12    | Nancy McCredie              | Kanada         | 15,10 m    | –          | –          | 15,10 m |
| 13    | Jolán Kleiber-Kontsek       | Ungarn         | 14,48 m    | 14,39 m    | 14,52 m    | 14,52 m |
| 14    | Mary Peters                 | Großbritannien | 13,44 m    | x          | 14,46 m    | 14,46 m |
| 15    | Seiko Obonai                | Japan          | 13,70 m    | 13,47 m    | 12,70 m    | 13,70 m |
| 16    | Juliette Geverkof           | Iran           | x          | 8,79 m     | 9,17 m     | 9,17 m  |
| DNS   | Daschdsewegiin Namdschilmaa | Mongolei       |            |            |            |         |

## Finale
Datum: 20. Oktober 1964, 14:00 Uhr
Wetterbedingungen: bewölkt, ca. 16 °C, 80 % Luftfeuchtigkeit
| Platz | Name              | Nation      | 1. Versuch | 2. Versuch | 3. Versuch | 4. Versuch                                   | 5. Versuch                                   | 6. Versuch                                   | Endresultat | Anmerkung |
| ----- | ----------------- | ----------- | ---------- | ---------- | ---------- | -------------------------------------------- | -------------------------------------------- | -------------------------------------------- | ----------- | --------- |
| 1     | Tamara Press      | Sowjetunion | 17,51 m OR | 17,72 m OR | 17,18 m    | 16,49 m                                      | x                                            | 18,14 m OR                                   | 18,14 m     | OR        |
| 2     | Renate Culmberger | Deutschland | 17,41 m    | 17,10 m    | 16,38 m    | 17,61 m                                      | 17,00 m                                      | 17,01 m                                      | 17,61 m     |           |
| 3     | Galina Sybina     | Sowjetunion | 17,38 m    | 17,25 m    | 17,45 m    | 17,42 m                                      | 16,65 m                                      | 17,36 m                                      | 17,45 m     |           |
| 4     | Valerie Young     | Neuseeland  | 17,08 m    | 15,84 m    | 16,81 m    | 17,26 m                                      | 17,24 m                                      | 17,23 m                                      | 17,26 m     |           |
| 5     | Margitta Helmbold | Deutschland | 16,67 m    | 15,87 m    | x          | 16,60 m                                      | 16,91 m                                      | 16,34 m                                      | 16,91 m     |           |
| 6     | Irina Press       | Sowjetunion | x          | 16,50 m    | x          | 15,81 m                                      | 15,78 m                                      | 16,71 m                                      | 16,71 m     |           |
|       |                   |             |            |            |            |                                              |                                              |                                              |             |           |
| 7     | Nancy McCredie    | Kanada      | 15,89 m    | 15,13 m    | 15,27 m    | nicht im Finale der besten sechs Athletinnen | nicht im Finale der besten sechs Athletinnen | nicht im Finale der besten sechs Athletinnen | 15,89 m     |           |
| 8     | Ana Sălăgean      | Rumänien    | 15,79 m    | 15,83 m    | 15,70 m    | nicht im Finale der besten sechs Athletinnen | nicht im Finale der besten sechs Athletinnen | nicht im Finale der besten sechs Athletinnen | 15,83 m     |           |
| 9     | Johanna Hübner    | Deutschland | 15,77 m    | x          | x          | nicht im Finale der besten sechs Athletinnen | nicht im Finale der besten sechs Athletinnen | nicht im Finale der besten sechs Athletinnen | 15,77 m     |           |
| 10    | Iwanka Christowa  | Bulgarien   | 15,69 m    | x          | 15,35 m    | nicht im Finale der besten sechs Athletinnen | nicht im Finale der besten sechs Athletinnen | nicht im Finale der besten sechs Athletinnen | 15,69 m     |           |
| 11    | Judit Bognár      | Ungarn      | 15,65 m    | x          | x          | nicht im Finale der besten sechs Athletinnen | nicht im Finale der besten sechs Athletinnen | nicht im Finale der besten sechs Athletinnen | 15,65 m     |           |
| 12    | Earlene Brown     | USA         | 14,25 m    | 13,43 m    | 14,80 m    | nicht im Finale der besten sechs Athletinnen | nicht im Finale der besten sechs Athletinnen | nicht im Finale der besten sechs Athletinnen | 14,80 m     |           |

Favoritinnen waren Tamara Press, Olympiasiegerin von 1960, Weltrekordhalterin und Europameisterin von 1962, zugleich Olympiasiegerin bei diesen Spielen im Diskuswurf, und ihre Landsfrau Galina Sybina, Olympiasiegerin von 1952, die hier bei ihren vierten Olympischen Spielen antrat. Sybina war mit 33 Jahren die mit Abstand älteste Teilnehmerin im Feld der Kugelstoßerinnen.
Schon nach dem ersten Versuch fand sich auf den Medaillenrängen die Reihenfolge wie am Ende des Wettbewerbs. Tamara Press lag vor der Deutschen Renate Culmberger, spätere Renate Garisch, und Galina Sybina. Zwar konnte Sybina im dritten Durchgang auf Rang zwei vorstoßen, doch schon in der nächsten Runde stellte Culmberger die alte Reihenfolge wieder her. Tamara Press verbesserte den olympischen Rekord insgesamt dreimal, ihr bester Stoß gelang ihr im letzten Versuch mit 18,14 m. Damit lag sie einen guten halben Meter vor der Silbermedaillengewinnerin Renate Culmberger. Tamaras Schwester Irina Press, Olympiasiegerin von 1960 über 80 Meter Hürden, hatte drei Tage zuvor Gold im erstmals ausgetragenen Fünfkampf der Frauen gewonnen. In jenem Wettbewerb hatte sie die Kugel auf 17,16 m gestoßen, was hier zu einem fünften Platz gereicht hätte. Mit ihren 16,71 m in diesem Wettkampf wurde sie immerhin Sechste. Galina Sybina gewann die Bronzemedaille mit 17,45 m und auf Rang vier platzierte sich wie schon vor vier Jahren die Neuseeländerin Valerie Young, frühere Valerie Sloper. Die Deutsche Margitta Helmbold wurde Fünfte. Sie sollte vier Jahre später unter ihrem neuen Familiennamen Gummel Olympiasiegerin werden.
Tamara Press sorgte für den vierten sowjetischen Olympiasieg in Folge im Kugelstoßen der Frauen.

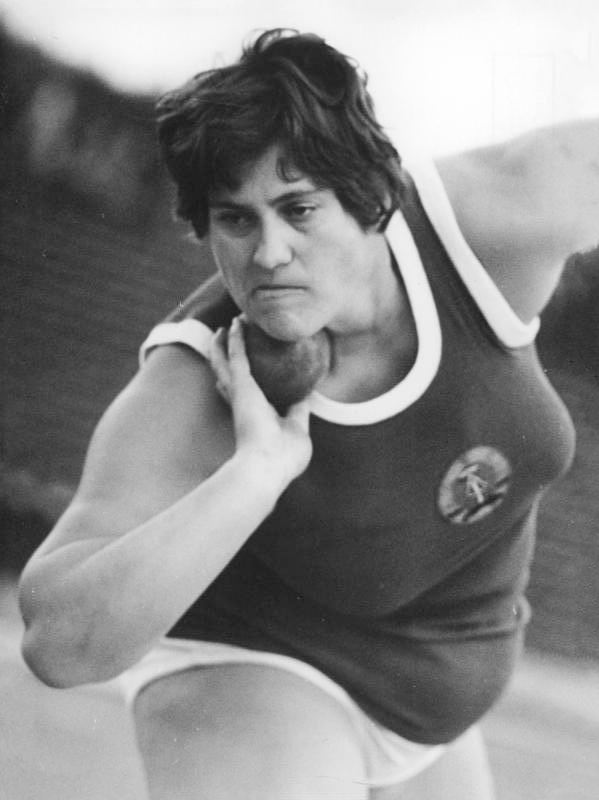
Silber für Renate Culmberger, spätere Renate Garisch
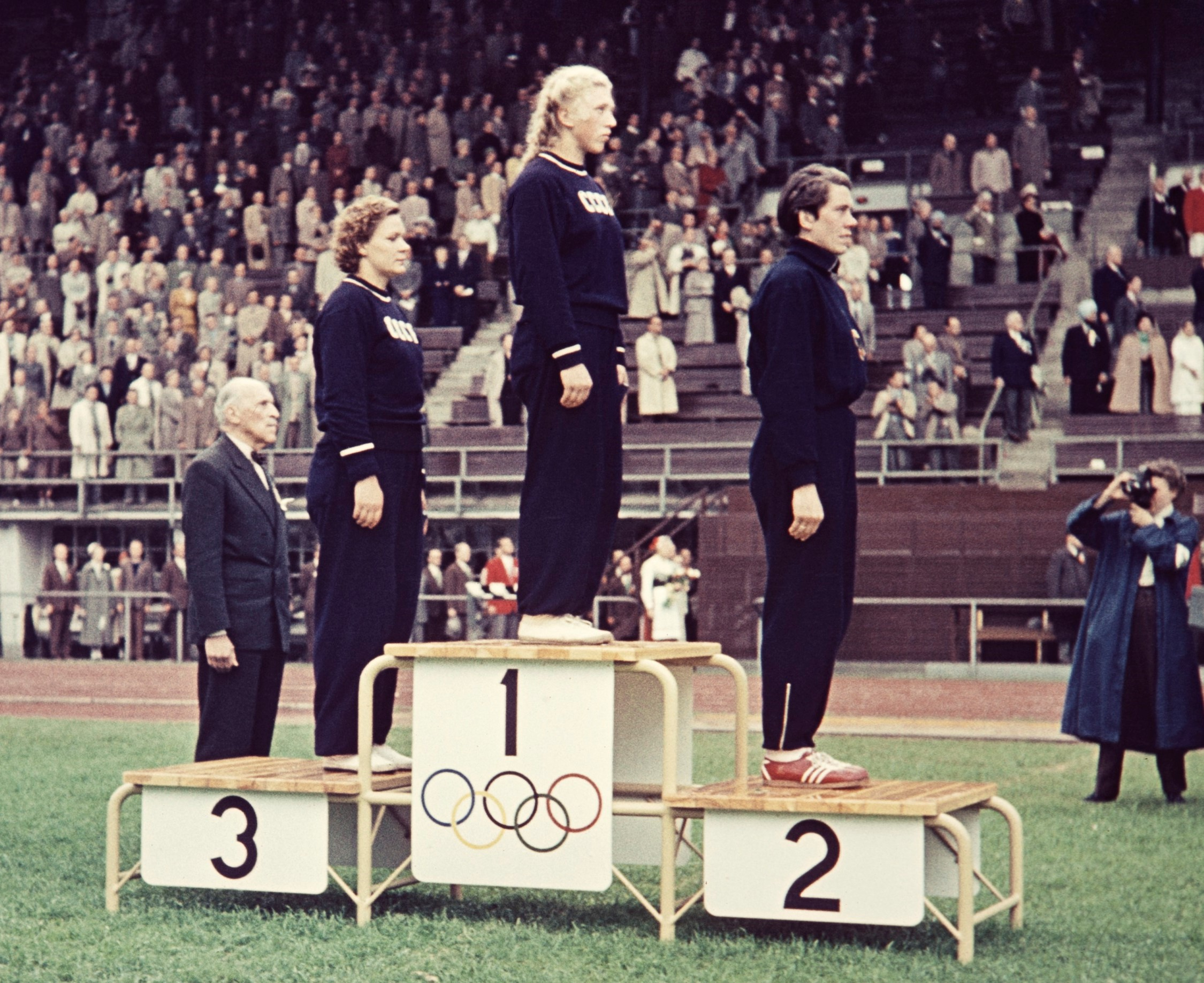
Die Olympiadritte Galina Sybina hatte bei den Spielen 1952 (Foto) ganz oben auf dem Siegertreppchen gestanden
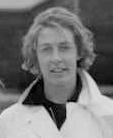
Valerie Young, frühere Valerie Sloper kam auf den vierten Platz

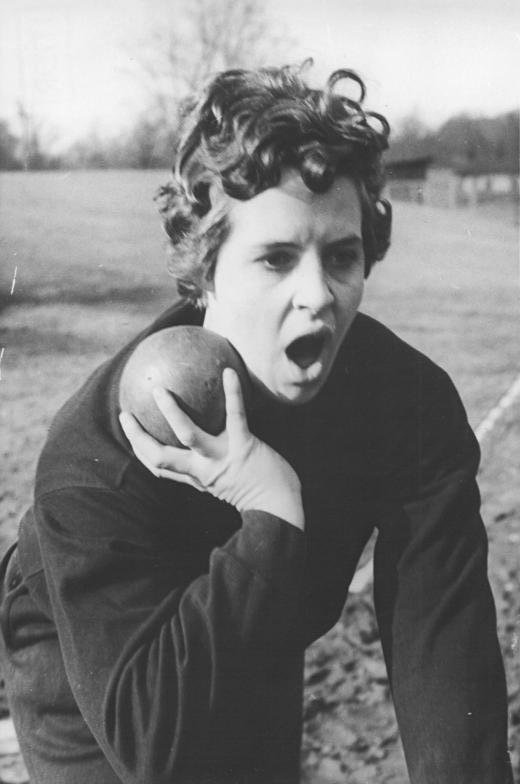
Margitta Helmbold wurde Fünfte – sie gewann als Margitta Gummel vier Jahre später Olympiagold
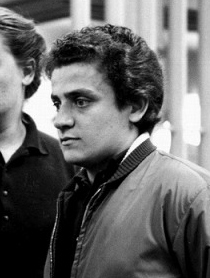
Irina Press, Schwester der Siegerin Tamara und selber als Hürdenläuferin und Fünfkämpferin äußerst erfolgreich, erreichte Platz sechs
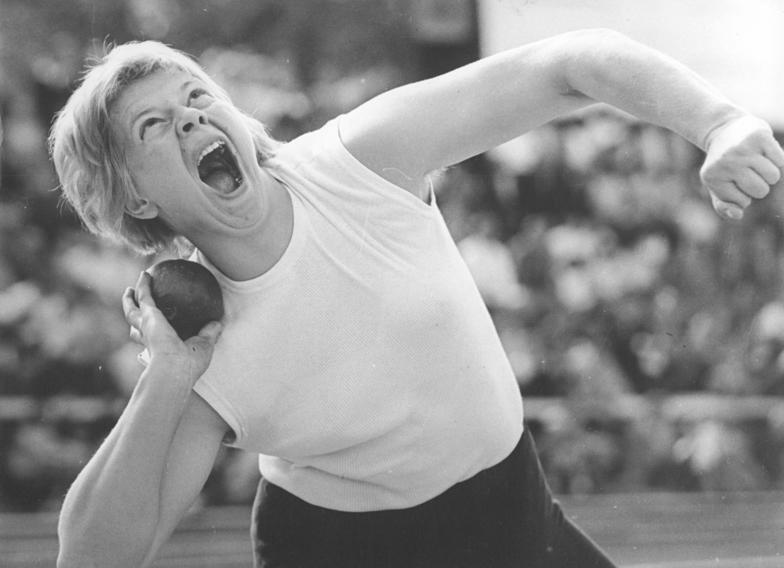
Johanna Hübner, als Johanna Lüttge 1960 noch Silbermedaillengewinnerin, belegte Rang neun

## Videolinks
- The Tokyo 1964 Olympics Part 2 | Olympic History, Bereich: 17:41 min bis 21:00 min, youtube.com, abgerufen am 14. September 2021
- Tamara Press Breaks Her Own Shot Put World Record - Tokyo 1964 Olympics, youtube.com, abgerufen am 14. September 2021